# Tephrochlamys geniculata
Tephrochlamys geniculata är en tvåvingeart som först beskrevs av Zetterstedt 1838.  Tephrochlamys geniculata ingår i släktet Tephrochlamys och familjen myllflugor. Inga underarter finns listade i Catalogue of Life.